# Trichonephila sumptuosa
Espèce
Synonymes
- Nephila sumptuosa Gerstaecker, 1873
- Nephila amoenula Gerstaecker, 1873
- Nephila bennetti O. Pickard-Cambridge, 1898

Trichonephila sumptuosa est une espèce d'araignées aranéomorphes de la famille des Araneidae.

## Distribution
Cette espèce  se rencontre en Afrique de l'Est et au Yémen à Socotra.

## Description
Les femelles mesurent de 28 à 38 mm.
Le mâle décrit par Pocock en 1903 mesure 8 mm.

## Systématique et taxinomie
Cette espèce a été décrite sous le protonyme Nephila sumptuosa par Gerstaecker en 1873. Elle est placée dans le genre Trichonephila par Kuntner et al. en 2019.
Nephila bennetti a été placée en synonymie par Pocock en 1903.
Nephila amoenula a été placée en synonymie par Dahl en 1912.

## Publication originale
- Gerstaecker, 1873 : « Arachnoidea. » Reisen in Ostafrica, Leipzig, vol. 3, no 2, p. 461-503.